# سعید الرکبی
سعید الرکبی (انگلیسی: Saïd Rokbi؛ زادهٔ ۲۰ اکتبر ۱۹۶۹) بازیکن فوتبال اهل مراکش بود.
وی همچنین در تیم ملی فوتبال مراکش بازی کرده‌است.